# Somorjai Tamás
Somorjai Tamás (Budapest, 1980. január 12. –) magyar labdarúgó.

## Sikerei, díjai
Ferencvárosi TC
- Magyar bajnokság
  - bajnok: 2003–04
  - ezüstérmes: 2002–03, 2004–05
- Magyar kupa
  - győztes: 2003, 2004
- Magyar szuperkupa
  - győztes: 2004

FC Sopron
- Magyar kupa
  - győztes: 2005